# 山羊の会
山羊の会 (やぎのかい) は、1953年に発足した作曲家のグループ。1958年までに6回の作品演奏会を開催した。

## 概要
1953年9月、「日本の国民音楽の発展のために努力する」という目標を掲げ、作曲家の林光、間宮芳生、外山雄三がグループ「山羊の会」を発足させた。1958年には助川敏弥も加わった。会の名称は、メンバーが共感するピカソ後期の作品に多く見られるモティーフに由来している。

## 演奏会
山羊の会の行った演奏会は次の通り。

### 山羊の会作品発表No.1　間宮芳生・作品発表会
1953年11月19日　山葉ホール
- 間宮芳生：Cl、Vn、Vc、Pfのための四重奏曲
- 間宮芳生：VnとPfのためのソナタ
- 間宮芳生：2台のPfのための3章

### 山羊の会第2回発表会
1954年9月24日　山葉ホール
- 間宮芳生：2台のPfのための3章
- 林光：舞踏組曲
- 外山雄三：パルティータ第4番

他

### 山羊の会第3回演奏会
1955年12月19日　山葉ホール
- 外山雄三：VcとPfのための組曲
- 間宮芳生：4つの日本民謡
- 間宮芳生：Pfソナタ
- 林光：雲の中のピッピ（木島始詩）
- 外山雄三：弦楽四重奏、打楽器、Pfのための音楽

### 山羊の会第4回演奏会
1958年6月8日　山葉ホール
- 林光：Fl、Va、Pfのためのソナタ
- 外山雄三：歌曲3作品
- 間宮芳生：2つのVnとPfのためのソナタ
- 外山雄三：Fl、Vc、Pfのための三重奏曲
- 助川敏弥：弦楽四重奏曲

他

### 山羊の会55～58
（第20回ブリヂストン美術館作曲家の個展）
1958年6月28日　ブリヂストン美術館　（テープ演奏）
- 助川敏弥：ディヴェルティメント
- 林光：Fl、Va、Pfのためのソナタ
- 林光：雲の中のピッピ
- 外山雄三：Fl、Vc、Pfのための三重奏曲

### 山羊の会第5回演奏会ー創立5周年
1958年11月30日　山葉ホール
- 外山雄三：室内協奏曲
- 間宮芳生：日本民謡集第3集
- 間宮芳生：混声合唱のためのコンポジション（毎日音楽賞受賞[1][5]）
- 助川敏弥：2台のPfのためのディヴェルティメント
- 林光：カンタータ第1番ー原民喜の『原爆小景』による（原民喜詩）